# Мирмидон
Мирмидон је у грчкој митологији био син Зевса и Еуримедузе.

## Митологија
Зевс је пришао Еуримедузи у облику мрава, па је њихов син добио име Мирмидон (од грчке речи murmêx, што значи „мрав“). Он је био предак Мирмидонаца у Тесалији. Био је ожењен Писидиком, са којом је имао децу: Актора, Антифа, Еуполемију и Хискилу.